# Nordfriesland

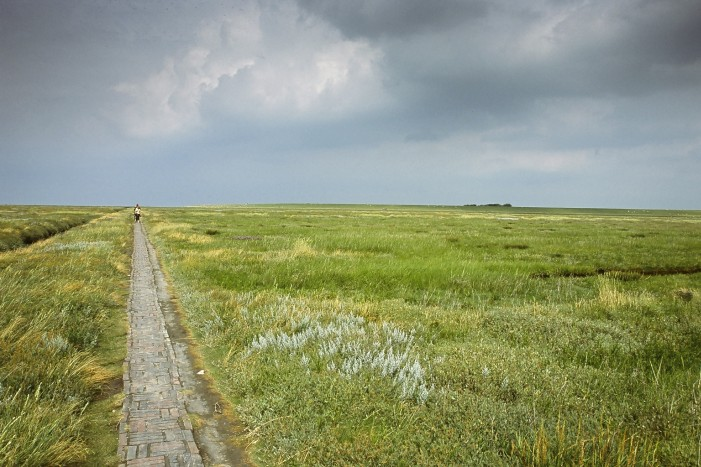
Đầm lầy ở Eiderstedt, điển hình của bờ biển Bắc Frisia

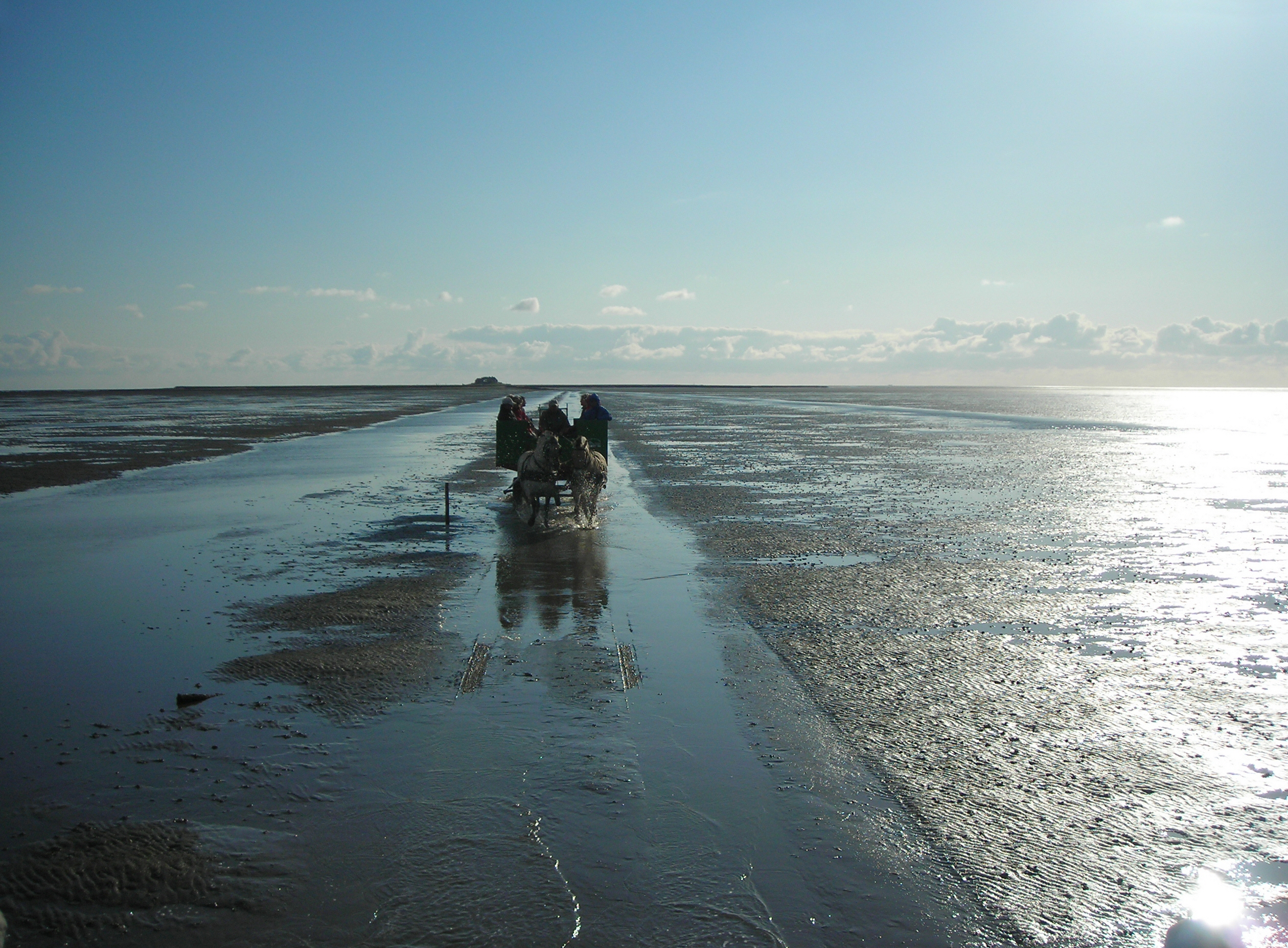
Horsecart đến từ đảo Hallig.

Nordfriesland, tiếng Anh "Northern Friesland" hay "North Frisia", là một huyện thuộc bang Schleswig-Holstein, Đức. Huyện này được gọi là Kreis Nordfriesland trong tiếng Đức, Kreis Noordfreesland trong tiếng Low German, Kris Nordfraschlönj trong tiếng Mooring North Frisian, Kreis Nuurdfresklun trong tiếng Fering North Frisian và Nordfrislands amt trong tiếng Đan Mạch.

## Huy hiệu

The unofficial but commonly used flag of Nordfriesland

## Thị trấn và đô thị
| Thị xã và đô thị độc lập                            |
| --------------------------------------------------- |
| 1. Friedrichstadt 2. Husum 3. Tönning 4. Reußenköge |

| Ämter | Ämter | Ämter |
| --- | --- | --- |
| - 1. Eiderstedt 1. Garding1, 2 2. Garding, Kirchspiel 3. Grothusenkoog 4. Katharinenheerd 5. Kotzenbüll 6. Norderfriedrichskoog 7. Oldenswort 8. Osterhever 9. Poppenbüll 10. Sankt Peter-Ording 11. Tating 12. Tetenbüll 13. Tümlauer Koog 14. Vollerwiek 15. Welt 16. Westerhever - 2. Föhr-Amrum 1. Alkersum 2. Borgsum 3. Dunsum 4. Midlum 5. Nebel 6. Nieblum 7. Norddorf 8. Oevenum 9. Oldsum 10. Süderende 11. Utersum 12. Witsum 13. Wittdün 14. Wrixum 15. Wyk auf Föhr1, 2 - 3. Landschaft Sylt 1. Hörnum 2. Kampen 3. List 4. Sylt1 5. Wenningstedt-Braderup | - 4. Mittleres Nordfriesland 1. Ahrenshöft 2. Almdorf 3. Bargum 4. Bohmstedt 5. Bordelum 6. Bredstedt1, 2 7. Breklum 8. Drelsdorf 9. Goldebek 10. Goldelund 11. Högel 12. Joldelund 13. Kolkerheide 14. Langenhorn 15. Lütjenholm 16. Ockholm 17. Sönnebüll 18. Struckum 19. Vollstedt - 5. Nordsee-Treene 1. Arlewatt 2. Drage 3. Elisabeth-Sophien-Koog 4. Fresendelf 5. Hattstedt 6. Hattstedtermarsch 7. Horstedt 8. Hude 9. Koldenbüttel 10. Mildstedt1 11. Nordstrand 12. Oldersbek 13. Olderup 14. Ostenfeld 15. Ramstedt 16. Rantrum 17. Schwabstedt 18. Seeth 19. Simonsberg 20. Süderhöft 21. Südermarsch 22. Uelvesbüll 23. Winnert 24. Wisch 25. Wittbek 26. Witzwort 27. Wobbenbüll | - 6. Pellworm 1. Gröde 2. Hooge 3. Langeneß 4. Pellworm1 - 7. Südtondern 1. Achtrup 2. Aventoft 3. Bosbüll 4. Braderup 5. Bramstedtlund 6. Dagebüll 7. Ellhöft 8. Emmelsbüll-Horsbüll 9. Enge-Sande 10. Friedrich-Wilhelm-Lübke-Koog 11. Galmsbüll 12. Holm 13. Humptrup 14. Karlum 15. Klanxbüll 16. Klixbüll 17. Ladelund 18. Leck 19. Lexgaard 20. Neukirchen 21. Niebüll1, 2 22. Risum-Lindholm 23. Rodenäs 24. Sprakebüll 25. Stadum 26. Stedesand 27. Süderlügum 28. Tinningstedt 29. Uphusum 30. Westre - 8. Viöl 1. Ahrenviöl 2. Ahrenviölfeld 3. Behrendorf 4. Bondelum 5. Haselund 6. Immenstedt 7. Löwenstedt 8. Norstedt 9. Oster-Ohrstedt 10. Schwesing 11. Sollwitt 12. Viöl1 13. Wester-Ohrstedt |
| 1seat of the Amt; 2town | | |